# Khara
khara (株式会社 カラー, Kabushikigaisha Karaa, parfois orthographié χαρα) est un studio d'animation japonais fondé par Hideaki Anno, originaire du studio Gainax.

## Histoire
Le studio a été fondé par Hideaki Anno en mai 2006 afin de produire le projet Rebuild of Evangelion, tétralogie dérivée de la série TV Neon Genesis Evangelion, réalisé par lui-même en 1995. Le nom du studio viendrait du grec χαρα qui signifie joie ou bonheur.
Bien qu'Anno soit un des membres fondateurs de la Gainax, il semble s'en être éloigné en devenant le responsable derrière khara; lors de ses déclarations portant sur les films Rebuild of Evangelion il dit : « Pour ce projet nous ne nous retournons pas vers nos racines à la Gainax. J'ai crée une nouvelle entreprise de production ainsi qu'un studio, et dans ce nouvel environnement, nous allons repartir de zéro. Sans regarder en arrière, sans regrets pour les circonstances, nous visons le futur. Heureusement, nous avons gardé le staff de la série originale avec la nouvelle équipe, et beaucoup d'autres personnes fantastiques pour travailler sur ce projet. Nous réalisons que nous sommes en train de créer quelque chose qui sera meilleur que la série. »

## Productions
- Evangelion: 1.0 You Are (Not) Alone (2007)
- Evangelion: 2.0 You Can (Not) Advance (2009)
- Evangelion: 3.0 You Can (Not) Redo  (2012)[4]
- Evangelion: 3.0+1.0 Thrice Upon A Time (2021)[5]